# Germaine Vogel
Pour les articles homonymes, voir Vogel.
Germaine Vogel, née Germaine Vincent le 26 mai 1894 dans le 20e arrondissement de Paris et décédée le 25 août 1977 à Issy-les-Moulineaux, est une résistante française.

## Biographie
Depuis son commerce de fourrures de la rue Saint-Martin à Soissons (Aisne) qu'elle tient avec son mari ancien caporal durant la Première Guerre mondiale, elle participe à des actions de résistance dès juillet 1940 avec son époux Jean Vogel.
Tous tous deux rejoignent le réseau « La Vérité française » qui édite un journal clandestin du même nom, et qui est en rapport avec le Réseau du musée de l'Homme.
En août 1941, le jeune Belge Jacques Desoubrie, agent double se présentant comme évadé d’une prison allemande parvient à gagner la confiance des Vogel puis de l'antenne parisienne du groupe clandestin, ce qui lui vaudra en 1947 une condamnation à mort par la cour de justice de la Seine.
Le 25 novembre 1941, 80 arrestations sont effectués simultanément à Paris et Soissons par la police allemande.
Le couple est jugé du 15 avril au 30 mai 1942 par le tribunal militaire allemand du Gross Paris de la rue Boissy-d'Anglas pour « aide à l’ennemi » : Germaine est condamnée à deux ans de prison tandis que son mari est condamné à mort. Il est exécuté le 27 octobre 1942 à 16 h au stand de tir du ministère de l’Air dans le 15e arrondissement de Paris avec ses compagnons : le commandant Coqueugniot, le comte Jehan de Launoy, Pierre Stumm, Lucien Douay, et Émile Louys.
Graciée, Germaine est libérée le 22 octobre 1942, quelques jours avant l’exécution de son mari. 
Le 11 novembre 1943, elle expose dans la vitrine de son magasin les photographies de son mari et de ses camarades fusillés, entourés de fleurs tricolores portant la mention « Mort pour la France ». 
Elle est alors de nouveau arrêtée, emprisonnée plusieurs mois jusqu’à sa déportation vers Ravensbrück le 4 février 1944. Elle est rapatriée le 7 mai 1945. Germaine Vogel gardera de lourdes séquelles de la déportation. 
Leur fille, Jeanne Vogel, également impliquée dans la Résistante est plusieurs fois incarcérée mais échappe à la déportation. Ainsi, après une nouvelle arrestation, Jeanne Vogel sera libérée de la prison de Soissons par les troupes américaines le 28 août 1944, alors que son époux Émile Dutertre est déporté à Buchenwald puis au Kommando de Neu-Stassfurt et finira abattu durant les marches de la mort le 16 avril 1945. 

## Hommages
En 1947, Germaine Vogel obtient son assimilation au grade de sous-lieutenant au sein des Forces Françaises Combattantes, puis le 14 avril 1954, le ministère des Anciens Combattants et Victimes de la Guerre lui octroie le titre de déportée résistante.
Jean Voguel est lui aussi homologué comme appartenant aux FFC le 30 mai 1952 en qualité de chargé de mission de 2e classe.
Le portrait de Germaine Vogel est réalisé par l'artiste C215 en 2018 à Soissons,, puis en 2022 dans le 14e arrondissement de Paris au 229 rue Raymond-Losserand.

## Décoration
- Médaille de la Résistance française (décret du 31 mars 1947)[9]